# Rezi
Rezi je obec v Maďarsku v župě Zala.
Rozkládá se na ploše 29,78 km² a v roce 2011 zde žilo 1 179 obyvatel.